# 장송호
장송호(Jang Song Ho, 2003년 2월 6일~)는 대한민국의 가수이자 방송인이다.

## 학력
- 서울공연예고 실용음악학과[2] (졸업)
- 명지전문대학 실용음악학과[3] (재학)

## 주요 방송 입상 출연작

### 텔레비전 프로그램
- 《보이스킹》 (2021) - Top68(최종적인 58위)
- 《헬로트로트》 (2021) - Top20
- 《미스터트롯2》 (2022) - Top16(최종적인 15위)

## 주요 경력
- 세계평화나눔재단 홍보대사(2016.06.)

## 수상 경력
- 2013.06. 여수MBC 제5회 광양만권 화합의 가족콘서트 금상
- 2013.12. KBS 아침마당 연말결산 왕중왕전 우승
- 2014.03. 전남 순천시장 표창장(첫 수상)
- 2015.12. 행정자치부 장관 감사패
- 2016.07. 전남 순천시장 표창장(2회 중복 수상)